# 動物解剖学

働きアリの解剖図(Pachycondyla verenae)

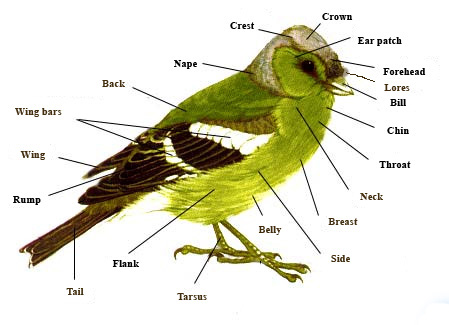
典型的な鳥の解剖図

動物解剖学（どうぶつかいぼうがく、英語：zootomy）とは、動物を対象とした解剖学の一分野である。英語ではzootomyと言うが、これは動物学を意味するzoologyと解剖学を意味するanatomyの合成語である。植物を対象とした解剖学は植物解剖学と呼ばれる。また人体を対象とした人体解剖学は動物解剖学の一分野である。